# Vänersborg
Vänersborg (/'vɛːnɛʃpɔrk/ⓘ) es una ciudad de Västergötland. Sede administrativa del municipio homónimo y la actual Västra Götaland. Ubicada en la ribera suroeste del lago Vänern.
Vänersborg fue fundada por ciudadanos de Brätte, que se trasladaron entre 1642-1644. Se convirtió oficialmente en ciudad en 1644.
Posee industrias en construcciones mecánicas, aparatos eléctricos, textil y calzado.